# اجعود (یمن)
 أجعود  روستای بزرگی از توابع استان ضالع در کشور یمن و در شبه جزیره عربستان واقع می‌باشد. روستای آبادی است در منطقهٔ ضالع و در پایهٔ کوه (رُدفان) زیر تپهٔ بلندی واقع شده‌است. مؤلف وتاریخ‌نویس مشهور یمنی عمر بن علی بن سُمره الجعدی که از مشهورترین تألیفات ایشان کتاب (طبقات فقهاء یمن) است از این روستا می‌باشد. همچنین (اجعود) روستایی در ناحیهٔ (التَعزیَِة) در عزلهٔ لواء تعز درپاکوه‌های جَعلان قرار دارد.

## جمعیت
جمعیت روستای اجعود در حدود ۱۱۹۸ نفر می‌باشد، شغل عُمدهٔ مردم روستا کشاورزی و دامداری است.